# Tři zlaté vlasy děda Vševěda

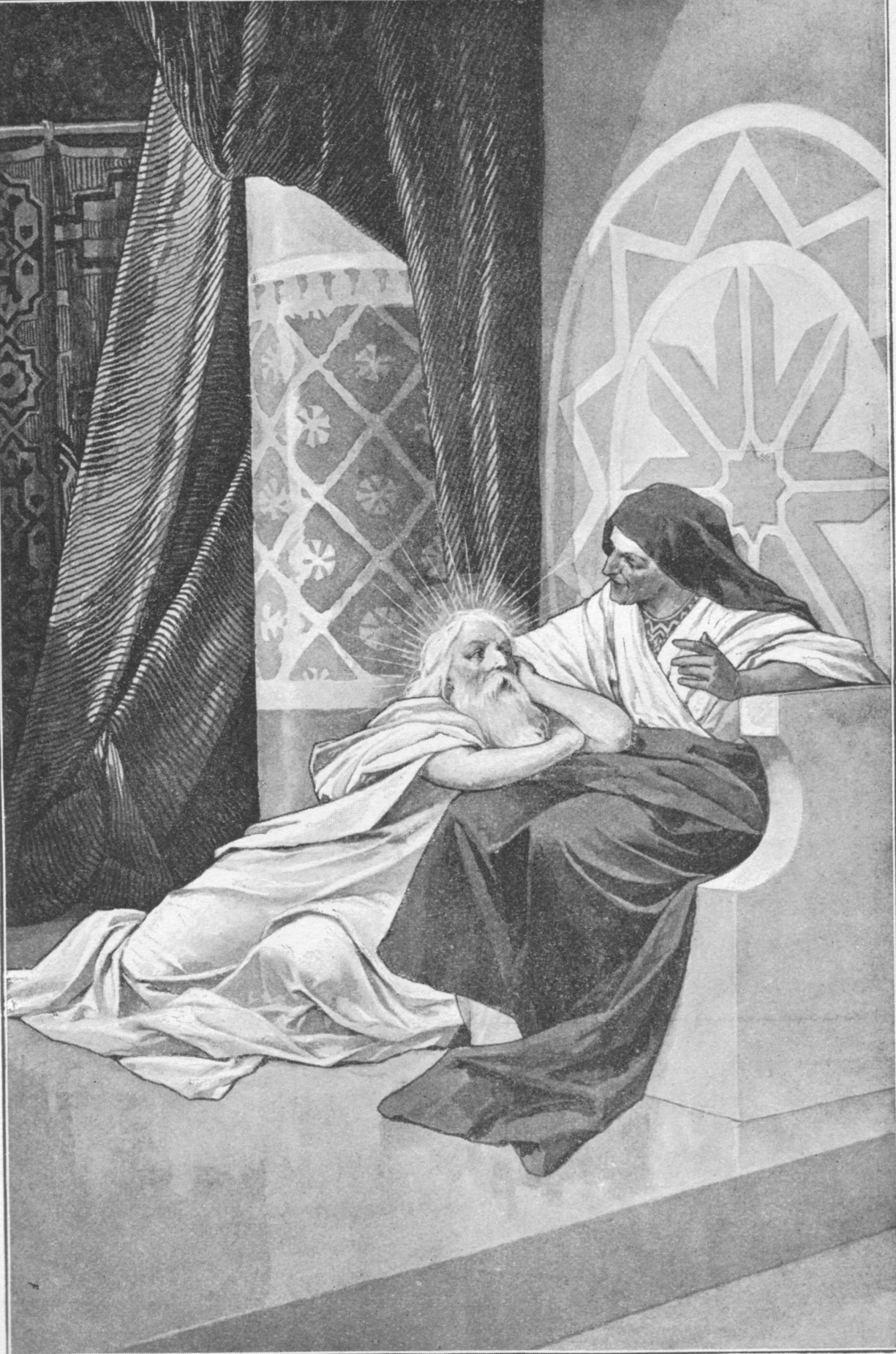
Ilustrace pohádky od Věnceslava Černého

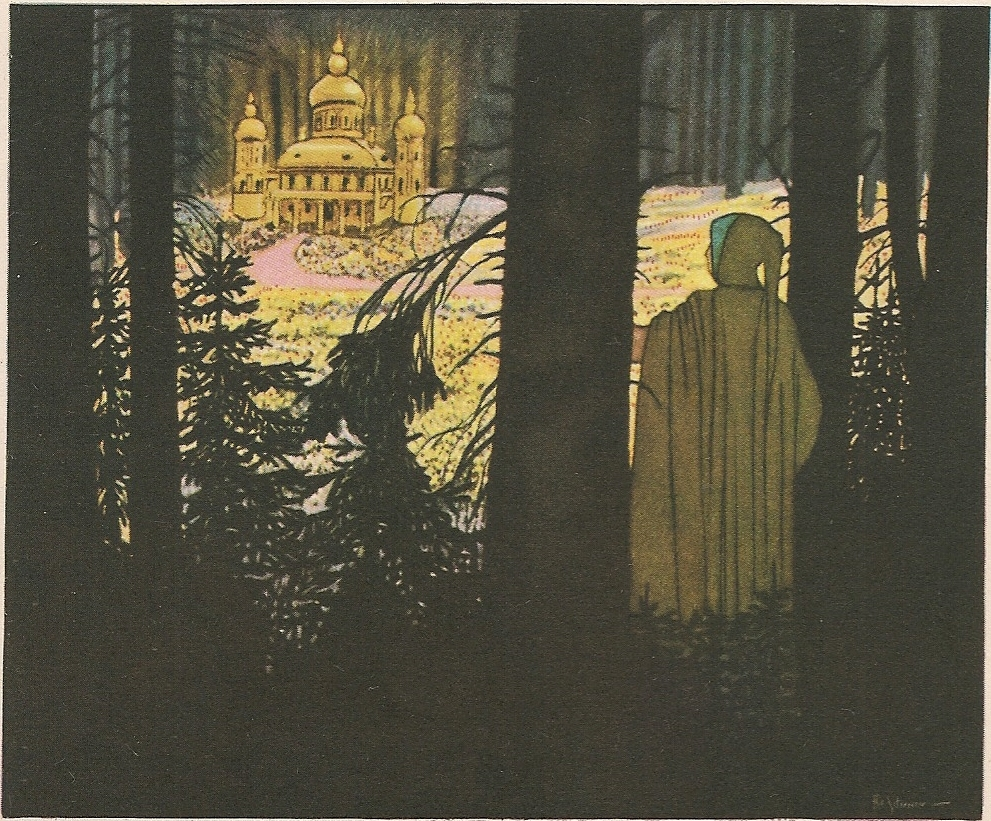
Plaváček přichází k sídlu děda Vševěda (Artuš Scheiner)

Tři zlaté vlasy děda Vševěda je pohádka Karla Jaromíra Erbena, poprvé publikovaná v almanachu Máj roku 1860. Je známá i v jiných jazycích.

## Děj
Hrdinou pohádky je chudý sirotek Plaváček, který se podle sudby má stát a později skutečně stane zetěm krále. Králi je to natolik proti mysli, že se Plaváčka několikrát pokusí připravit o život; Plaváček však pokaždé vyvázne buď šťastnou náhodou, nebo přičiněním své kmotry-sudičky. Naposled jej král pošle – v naději, že Plaváček cestou zahyne – pro tři zlaté vlasy děda Vševěda. 
Po cestě Plaváček postupně přijde k převozníkovi, který navzdory stáří a únavě nemůže opustit svou službu, do města s jabloní, která přestala rodit omlazující jablka, a do města se studnou, z níž přestala prýštit živá voda. Všem slíbí, že u děda Vševěda zjistí řešení jejich potíží. Když pak přijde do Vševědova příbytku, znovu se setká se svou kmotrou, která je Vševědovou matkou; vylíčí jí svůj příběh a ona během noci Vševědovi tři zlaté vlasy vytrhne a vyzví na něm odpovědi na Plaváčkovy otázky. Plaváček tak obyvatelům měst i převozníkovi pomůže a tři zlaté vlasy donese králi.
Král se pak vydá hledat živou vodu a omlazující jablka, o nichž Plaváček po návratu vyprávěl, cestou se však musí sám ujmout neukončitelné služby převozníka a do svého království se již nevrátí.

## Psychologický výklad
Pohádka se opakovaně stala předmětem psychologického výkladu: člověk hledá faktory nahlodávající jeho vitalitu (srv. obrazy vyschlé studny, nerodícího stromu, vyčerpávající služby). Může je najít a do větší či menší míry překonat, ale jen s pomocí druhého (Vševědova matka) a jen když je ochoten konfrontovat se s temnými stránkami svého já (ohrožující král, temný les a také sám děd Vševěd, který je v pohádce líčen jako lidožrout; ve verzi bratří Grimmů mluví pohádka o třech ďáblových vlasech).
Výklad pohádky je možné a potřebné vidět i ve světle nejstaršího literárního dědictví světa, alespoň co se týče výskytu některých podstatných symbolů v části příběhu. Jde zejména o strom (takto plodící omlazující ovoce), ptáka v jeho koruně a hada hryzajícího kořeny stromu. Tato trojice se nachází v nejstarší předloze již v sumerských mýtech, kde jde o rostlinu života, ptáka Anzú a hada. V biblickém příběhu jde o strom/jablko poznání a opět hada, jinde je to germánský Yggdrasil, dravec v koruně a opět had v kořenech. Viz Sborník Morava1918, roč. IV, s.53, ISBN 978-80-11-02475-8

## Filmové adaptace
- Tři zlaté vlasy děda Vševěda (film, 1963) – český pohádkový film režiséra Jana Valáška z roku 1963
- Tři zlaté vlasy děda Vševěda (film, 1978) – český loutkový film z roku 1978
- Plaváček (film) – český filmový muzikál z roku 1986

## Jiná zpracování
- Tři zlaté vlasy děda Vševěda (opera) – česká opera Rudolfa Karla
- Tři zlaté vlasy děda Vševěda (loutková hra) – loutková adaptace pohádky Tři zlaté vlasy děda Vševěda